# Karmele Makazaga
Karmele Makazaga Urrutia (Zarauz, Guipúzcoa, 14 de abril de 1964) es una entrenadora de balonmano española y ex jugadora de balonmano que jugó en el club Hernani y en la Selección Española. 

## Trayectoria
Se inició jugando al balonmano en las escuelas de su pueblo, Zarauz. En su época juvenil se unió al Club Deportivo Zarauz y, cuando cumplió 17 años, pasó al equipo de Donostia. Tras subir a la máxima división el Zarauz volvió a cambiarse al equipo de su pueblo y, tras tres años, se mudó a Hernani, donde desarrolló su carrera los siguientes 10 años. Pudo mudarse al Pegaso de Madrid, pero lo rechazó.
Con 130 internacionalidades, en los que anotó 105 goles, compitió en los Juegos Olímpicos de Verano de 1992 en Barcelona, donde la selección española quedó séptimay consiguió su diploma olímpico. En 1985, durante la fase de clasificación del Campeonato del Mundo ante Francia debutó con la camiseta de España, marcando su primer tanto con la selección española.

## Galardones
- 1 x Medalla de Bronce en los Juegos Mediterráneos Atenas 1991.

### Individuales
- Diploma al Mérito Deportivo por la Real Federación Española de Balonmano.[7]
- Medalla de Oro de la Real Federación Española de Balonmano.[8]
- Premio a la trayectoria deportiva.[9]